# Slovakiske Socialistiske Republik
Den Slovakiske Socialistiske Republik (slovakisk: Slovenská socialistická republika; forkortet SSR)eksisterede fra 1969 til 1990 og var det officielle navn på den del af Tjekkoslovakiet der udgør Slovakiet i dag. Navnet blev brugt fra 1. januar 1969 til marts 1990.

## Historie
Efter Foråret i Prag i 1968 blev lieberale reformer stoppet og siden tilbageført. Den eneste undtagelse var føderaliseringen af landet. Den tidligere centraliserede stat blev delt i to enheder: Tjekkiske Socialistusje Republik og Slovakiske Socialistiske Republik ved Føderationens grundlov af 28. oktober 1968, der trådte i kraft 1. januar 1969. Nye nationale parlamenter (det Tjekkiske nationale råd og det Slovakiske nationale råd) blev dannet og det gamle parlametn i Tjekkoslovakiet blev omdøbt til "Føderale samling" og blev delt i to kamre: Folkets hus (cz:Sněmovna lidu / sk:Snemovňa ľudu) og Nationernes hus (cz:Sněmovna národů / sk:Snemovňa národov). Der blev skabt meget komplicerede afstemningsregler.
Føderaliseringen var dog kun formelt, al reel magt blev beholdt af det kommunistpartiet. Det forøgede antal parlamenter tilvejebragte meget praktisk flere positioner til partimedlemmer, selv om deres rolle kun var symbolsk.
Efter the socialismens fald i Tjekkoslovakiet, blev ordet "socialistiske" droppet i navnet på de to republikker, fx blev Slovakiske Socialistiske Republik omdøbt til Slovakiske Republik (stadig som en del af Tjekkoslovakiet).
Det komplicerede parlamentariske afstemningssystem (der var de-facto fem forskellige organer, der hver havde vetoret) blev beholdt efter socialismens fald, hvilket komplicerede og forsinkede politiske beslutninger mens der foregik radikale ændringer i økonomien.
Senere i 1993, blev den Slovakiske Republik en uafhængig stat og tog officielt navnet Slovakiet som kort form.

## Eksterne links
- Grundlov (tjekkisk) Arkiveret 20. august 2006 hos  Wayback Machine

48°08′N 17°06′Ø / 48.13°N 17.1°Ø